# Parasemia roscaobsoleta
Parasemia roscaobsoleta là một loài bướm đêm thuộc phân họ Arctiinae, họ Erebidae.